# Sifan Hassan
Sifan Hassan (en oromo: Siifan Hassan) (Adama, Etiòpia, 1 de gener de 1993) és una atleta neerlandesa d'origen etíop especialitzada en curses de mitja i llarga distància. Ha participat en 3 Jocs Olímpics, guanyant 6 medalles (3 d'or). És la primera atleta de la història (dona o home) en aconseguir 3 medalles a les proves de 1.500m, 5.000m i 10.000m en una mateixa edició dels Jocs Olímpics (Tòquio 2020), i la primera dona a aconseguir medalla a les proves de 5.000m, 10.000m i marató (París 2024). A més, ha guanyat 6 medalles (2 d'or) en els Campionats del Món i 4 medalles (2 d'or en els Campionats d'Europa. En el Campionat del Món de 2019, va guanyar la cursa dels 1.500 i els 10.000 metres, esdevenint l'única atleta (home o dona) de la història que guanyava les dues curses en un Campionat del Món i en els Jocs Olímpics de l'any següent.
Actualment té els rècords d'Europa de 1.500m, 5.000m, 10.000m i Marató, entre altres.

## Trajectòria
Hassan va néixer a Adama, Etiòpia, però deixà el país com a refugiada quan era adolescent. Va arribar als Països Baixos el 2008, quan tenia quinze anys. Començà a córrer mentre estudiava infermeria.
Afiliada a l'Eindhoven Atletiek, va entrar a la Mitja Marató d’Eindhoven el 2011 i guanyà la cursa amb un temps de 77:10 minuts. També va quedar subcampiona de dues curses de camp a través, la Sylvestercross i la Mol Lotto Cross Cup. Va guanyar aquestes curses el 2012, així com els 3.000 metres a la cita de Leiden Gouden Spike.
La temporada 2013 Hassan va fer una evolució. Va córrer els 800 metres en 2:00.86 minuts i va guanyar a la KBC Night of Athletics, i va guanyar els 1.500 metres a les reunions de Nijmegen Global Athletics i Golden Spike Ostrava. Al circuit de la IAAF Diamond League de 2013 va quedar subcampiona en els 1.500 metres a Athletissima, amb una marca personal de 4:03,73 minuts, i va ser tercera al DN Galan en els 3.000 metres, amb un millor temps de 8:32,53 minuts. Es va classificar com la quarta més ràpida del món d'aquell any.
Hassan es va convertir en ciutadana neerlandesa el novembre de 2013 i el mes següent va fer la seva primera aparició als Països Baixos. Al Campionat d’Europa de cros de 2013 va guanyar la medalla d’or en la categoria sub-23 i va ajudar l'equip neerlandès a quedar tercer al rànquing. Aquell hivern també va guanyar les curses de Warandeloop i la Lotto Cross Cup de Brussel·les. A principis del 2014 va fer un temps de líder mundial de 8:45,32 minuts per als 3.000 metres a la Weltklasse de Karlsruhe, i després va batre el rècord neerlandès als 1.500 metres amb una carrera de 4:05,34 minuts al Gran Premi de Birmingham de pista coberta.
Al Campionat del Món d'atletisme de 2015, a Pequín, Hassan va guanyar la medalla de bronze als 1.500 metres. Es va convertir en la segona atleta holandesa en guanyar una medalla al Campionat del Món, després de Dafne Schippers. Va ser la tercera guanyadora neerlandesa al Campionat Europeu de Cros de 2015, seguint els passos de les companyes migrants africanes Hilda Kibet i Lornah Kiplagat.
Hassan va guanyar la seva sèrie dels 1.500 metres als Jocs Olímpics d’estiu de 2016 en 4:06,64 minuts, davant Faith Chepngetich Kipyegon. A les semifinals es va classificar segona amb 4:03.62 minuts, després de Genzebe Dibaba, que va guanyar amb 4:03.06 minuts. A la final, Faith Kipyegon va aconseguir la medalla d’or olímpica amb 4:08,92 minuts, Dibaba va quedar subcampiona amb 4:10,27 minuts i Jennifer Simpson va aconseguir la medalla de bronze amb 4:10,53 minuts. Hassan es va classificar cinquena amb un temps de 4:11,23 minuts.
Va acabar cinquena en els 1.500 metres al Campionat del Món d’Atletisme de 2017 i va guanyar la medalla de bronze en la prova de 5.000 metres. El 13 de juliol de 2018 va batre el rècord europeu de 5.000 metres en acabar segona a la IAAF Diamond League de Rabat amb un temps de 14:22,34 minuts.

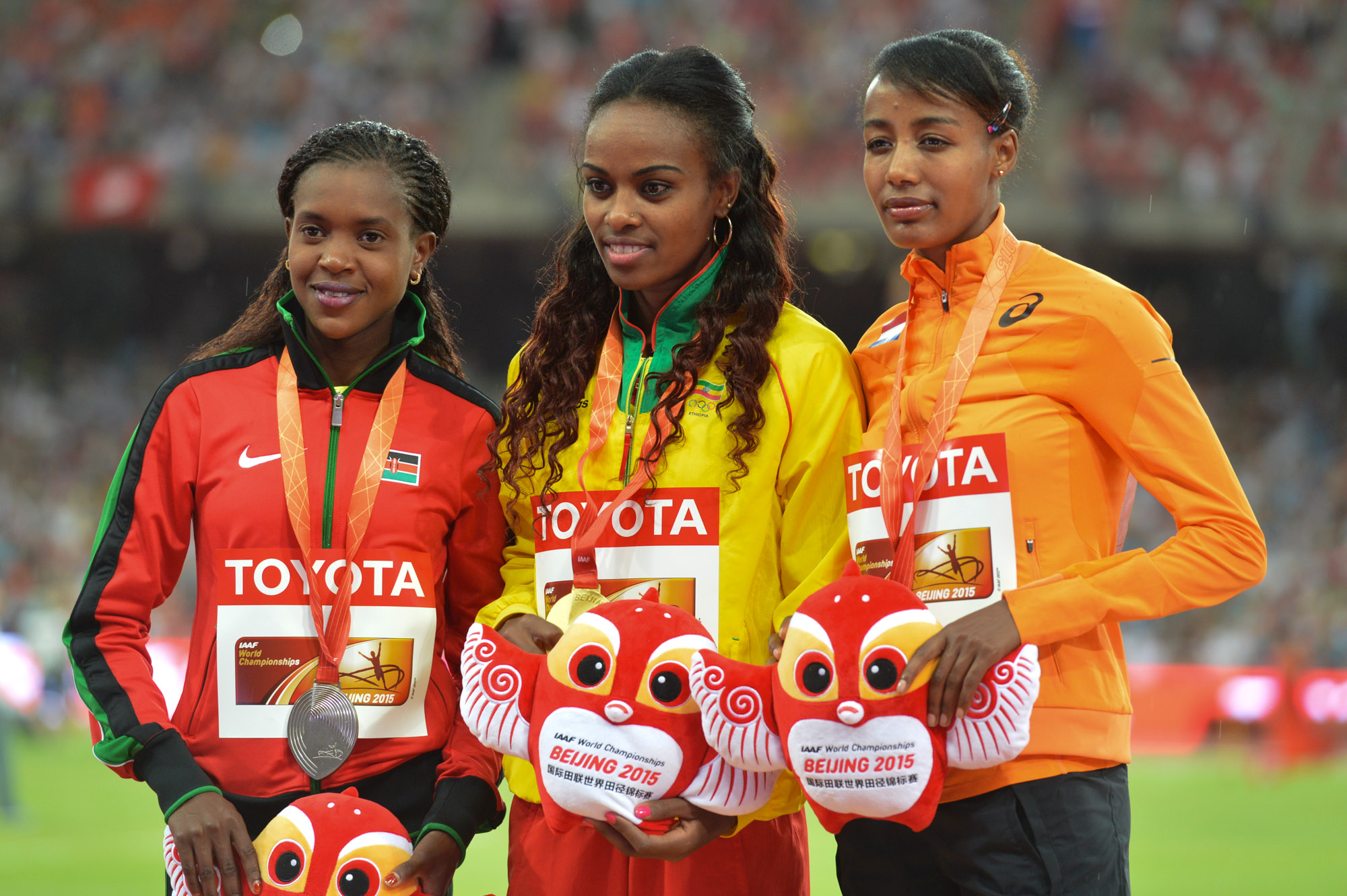
Hassan (dreta) amb Faith Kipyegon i Genzebe Dibaba a la cerimònia de lliurament de medalles durant el Campionat del Món de 2015 a Pequín.

Va guanyar la primera Millicent Fawcett Mile als London Anniversary Games del 2018 amb un temps de 4:14,71 minuts, que en aquell moment era la marca número 4 de tots els temps.
Va guanyar la medalla d’or al Campionat d’Europa de 2018 amb un temps de 14:46:12 minuts, establint el nou rècord del campionat.
El 16 de setembre de 2018 va batre el rècord europeu de mitja marató amb un temps de 65:15 minuts, guanyant la mitja marató de Copenhaguen.
El 17 de febrer de 2019 Hassan va establir el rècord mundial d’una cursa de 5 km a Mònaco, amb un temps de 14:44 minuts. La cursa de 5 km en ruta ha estat un esdeveniment rècord mundial des de l’1 de novembre de 2017.
Hassan va guanyar la IAAF Diamond League del 2019 tant als 1.500 metres com als 5.000 metres. És companya d'entrenament de Yomif Kejelcha.

### Rècord mundial de la milla
El 12 de juliol de 2019 Hassan va iniciar-se en la cursa de la milla a la trobada Herculis a Fontvieille, Mònaco. L'atleta d'Ucraïna Olha Lyakhova va marcar el ritme durant les dues primeres voltes i Hassan, tot i sortir l'última de la línia de sortida, es va situar darrere Lyakhova. Gudaf Tsegay i Hassan van acabar al capdavant de la cursa, tot i els intents de la canadenca Gabriela DeBues-Stafford. Hassan va guanyar assolint un temps de 4:12:33 minuts, que superava el rècord mundial que havia establert Svetlana Masterkova gairebé 23 anys abans.

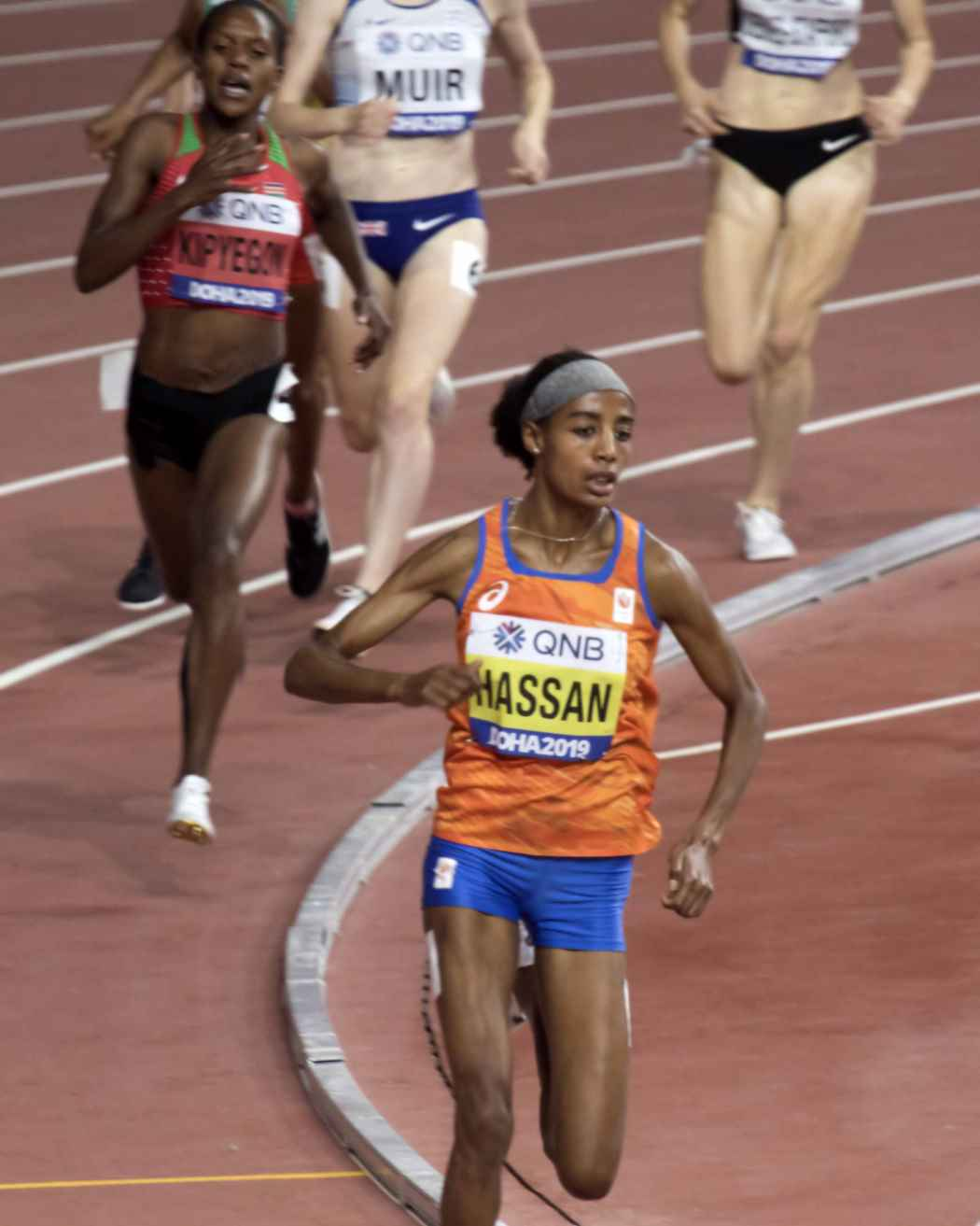
Final dels 1.500 metres femenins del Campionat del Món de 2019, a Doha.

Les atletes que van seguir a Hassan van reescriure la llista de les 25 millors de tots els temps. La britànica Laura Weightman va passar a la 15a posició, DeBues-Stafford al número 17 i, després d'haver fet la cinquena millor marca de tots els temps, Tsegay va desaparèixer al grup, seguida d'atletes com Rababe Arafi, Axumawit Embaye, Winnie Nanyondo o Ciara Mageean.

### Campionat del Món d'atletisme de 2019
El 28 de setembre es va convertir en la campiona del món en els 10.000 metres en la seva segona prova en aquesta distància. La seva primera cursa de 10.000 metres havia estat a Stanford, on va fer un temps de 31:18.12 minuts, fent la marca mínima per classificar-se per al Campionat del Món de 2019. Tot i que l'alemanya Alina Reh va liderar la cursa després dels 3.000 metres, Hassan va guanyar-la amb un temps de 30:17,62 minuts. Letensebet Gidey, d'Etiòpia, va acabar en segona posició i Agnes Tirop, de Kenya, en tercera.
També va guanyar la prova del 1.500 metres amb un temps de 3:51,95 (sisè lloc de la llista de tots els temps de 1.500 metres), establint un nou rècord del campionat i europeu. La segona classificada va ser Faith Kipyegon amb 3:54,22 minuts, un nou rècord nacional kenyà, i el tercer lloc va ser per l'etíop Gudaf Tsegay amb 3:54.38 minuts.

### Gesta històrica als Jocs Olímpics
Als Jocs Olímpics de Tòquio 2020, Hassan aconseguia per primera vegada en la història de l'atletisme, guanyar una medalla a les proves de 1.500m, 5.000m i 10.000m. Va guanyar les finals dels 5.000m i els 10.000m, mentre que en la final dels 1.500m va acabar en la 3a posició. Després d'això, Hassan va agafar un temps de descans, retornant al Campionat del Món d'Eugene 2022, tot i que no va poder aconseguir cap medalla.
El 2023, Hassan va debutar en les proves de Marató, guanyant l'edició de la Marató de Londres. En el Campionat del Món de Budapest, Hassan va guanyar la medalla de bronze en la prova dels 1.500m, la medalla de plata en els 5.000m i just quan estava a punt de tornar a aconseguir el triplet històric, va caure en la recta final de la prova dels 10.000m, acabant en 11a posició. L'octubre d'aquell mateix any, Hassan aconseguia fer la 2a millor marca femenina de tota la història, després de guanyar la Marató de Chicago.
Als Jocs Olímpics de París de 2024 va poder estar a les finals de 5.000m, 10.000m i la marató, aconseguint medalla de bronze en 5.000 i 10.000 i la medalla d'or amb rècord olímpic (2h 55:22) a la prova de marató. Així, 72 anys després dels tres ors aconseguits per Zátopec a les mateixes proves als Jocs d'Helsinki de 1952, Hassan revalidava la seva gesta.

## Trajectòria internacional
| Any  | Competició                                      | Lloc             | Resultat     | Prova            | Marca    |
| ---- | ----------------------------------------------- | ---------------- | ------------ | ---------------- | -------- |
| 2013 | Campionat d'Europa de Cros                      | Belgrad          | 1a           | Individual Sub23 | 19:40    |
| 2014 | Campionat del Món d'atletisme en pista coberta  | Sopot            | 5a           | 3.000 m          | 9:03.22  |
| 2014 | Campionat d'Europa d'atletisme per equips       | Brunswick        | 1a           | 3.000 m          | 8:45.24  |
| 2014 | Campionat d'Europa d'atletisme                  | Zúric            | 1a           | 1.500 m          | 4ː04.18  |
| 2014 | Campionat d'Europa d'atletisme                  | Zúric            | 2a           | 5.000 m          | 15:31.79 |
| 2014 | Copa Continental d'atletisme                    | Marràqueix       | 1a           | 1.500 m          | 4:05.99  |
| 2014 | Lliga de Diamant                                | Lliga de Diamant | 2a           | 1.500 m          | -        |
| 2014 | Lliga de Diamant                                | Lliga de Diamant | 4a           | 5.000 m          | -        |
| 2015 | Campionat d'Europa d'atletisme en pista coberta | Praga            | 1a           | 1.500 m          | 4:09.04  |
| 2015 | Campionat del Món d'atletisme                   | Pequín           | 3a           | 1.500 m          | 4:09.34  |
| 2015 | Lliga de Diamant                                | Lliga de Diamant | 4a           | 800 m            | -        |
| 2015 | Lliga de Diamant                                | Lliga de Diamant | 1a           | 1.500 m          | -        |
| 2015 | Campionat d'Europa de Cros                      | Ieras            | 1a           | Individual       | 25:47    |
| 2016 | Campionat del Món d'atletisme en pista coberta  | Portland         | 1a           | 1.500 m          | 4:04.96  |
| 2016 | Campionat d'Europa d'atletisme                  | Amsterdam        | 2a           | 1500 m           | 4:33.76  |
| 2016 | Jocs Olímpics                                   | Rio de Janeiro   | 5a           | 1500 m           | 4:11.23  |
| 2016 | Jocs Olímpics                                   | Rio de Janeiro   | 28a (sèries) | 800 m            | 2:00.27  |
| 2016 | Lliga de Diamant                                | Lliga de Diamant | 4a           | 1.500 m          | -        |
| 2017 | Campionat del Món d'atletisme                   | Londres          | 5a           | 1500 m           | 4:03.34  |
| 2017 | Campionat del Món d'atletisme                   | Londres          | 3a           | 5000 m           | 14:42.73 |
| 2017 | Final Lliga de Diamant                          | Zúric            | 2a           | 800 m            | 1:57.12  |
| 2017 | Final Lliga de Diamant                          | Brussel·les      | 5a           | 1.500 m          | 3:57.22  |
| 2018 | Campionat del Món d'atletisme en pista coberta  | Birmingham       | 2a           | 3.000 m          | 8:45.68  |
| 2018 | Campionat del Món d'atletisme en pista coberta  | Birmingham       | 3a           | 1.500 m          | 4:07.26  |
| 2018 | Copa Continental d'atletisme                    | Ostrava          | 1a           | 3.000 m          | 8:27.50  |
| 2018 | Campionat d'Europa d'atletisme                  | Berlín           | 1a           | 5000 m           | 14:46.12 |
| 2018 | Final Liga de Diamante                          | Zúric            | 2a           | 5.000 m          | 14:38.77 |
| 2018 | Final Liga de Diamante                          | Brussel·les      | 3a           | 1.500 m          | 3:59.41  |
| 2019 | Campionat del Món d'atletisme                   | Doha             | 1a           | 10 000 m         | 30:17.62 |
| 2019 | Campionat del Món d'atletisme                   | Doha             | 1a           | 1500 m           | 3:51.95  |
| 2021 | Jocs Olímpics                                   | Tòquio           | 3            | 1500 m           | 3:55.86  |
| 2021 | Jocs Olímpics                                   | Tòquio           | 1a           | 5.000 m          | 14:36.79 |
| 2021 | Jocs Olímpics                                   | Tòquio           | 1            | 10.000m          | 29:55.32 |
| 2022 | Campionat del Món d'atletisme                   | Eugene           | 6a posició   | 5.000 m          | 14:48.12 |
| 2022 | Campionat del Món d'atletisme                   | Eugene           | 4a posició   | 10.000 m         | 30:10.56 |
| 2023 | Campionat del Món d'atletisme                   | Budapest         | 3            | 1.500 m          | 3:56.00  |
| 2023 | Campionat del Món d'atletisme                   | Budapest         | 2            | 5.000 m          | 14:54.11 |
| 2023 | Campionat del Món d'atletisme                   | Budapest         | 11a posició  | 10.000 m         | 31:53.35 |
| 2024 | Jocs Olímpics                                   | París            | 3            | 5.000 m          | 14:30.61 |
| 2024 | Jocs Olímpics                                   | París            | 3            | 10.000 m         | 30:44.12 |
| 2024 | Jocs Olímpics                                   | París            | 1            | Marató           | 2:22:55  |

## Marques personals
| Tipus         | Prova         | Temps    | Data                   | Lloc                      | Notes           |
| ------------- | ------------- | -------- | ---------------------- | ------------------------- | --------------- |
| Aire lliure   | 800 metres    | 1:56.81  | 21 de juliol de 2017   | Mònaco                    | [ 32 ]          |
| Aire lliure   | 1000 metres   | 2:34.68  | 24 de maig de 2015     | Hengelo, Països Baixos    | Rècord nacional |
| Aire lliure   | 1.500 metres  | 3:51.95  | 5 d'octubre del 2019   | Doha, Qatar               | Rècord europeu  |
| Aire lliure   | Milla         | 4:12.33  | 12 de juliol de 2019   | Mònaco                    | Rècord europeu  |
| Aire lliure   | 3.000 metres  | 8:18.49  | 30 de juny de 2019     | Stanford, Estats Units    | Rècord europeu  |
| Aire lliure   | 5.000 metres  | 14:13.42 | 23 de juliol de 2023   | Londres, Regne Unit       | Rècord europeu  |
| Aire lliure   | 10.000 metres | 29:06.82 | 6 de juny de 2021      | Hengelo, Països Baixos    | Rècord europeu  |
| Aire lliure   | Marató        | 2:22:55  | 11 d'agost de 2024     | JO de París 2024          | Rècord olímpic  |
| Ruta          | 5 km          | 14:38    | 7 de setembre de 2022  | Zúric, Suïssa             |                 |
| Ruta          | 10 km         | 34:28    | 1 d'abril de 2012      | Brunssum, Països Baixos   | [ 32 ]          |
| Ruta          | 15 km         | 53:57    | 4 de desembre de 2011  | Heerenberg, Països Baixos |                 |
| Ruta          | 1 hora        | 18.930 m | 4 de setembre de 2020  | Brussel·les, Bèlgica      | Rècord mundial  |
| Ruta          | Mitja marató  | 1:05:15  | 16 de setembre de 2018 | Copenhaguen, Dinamarca    | Rècord europeu  |
| Ruta          | Marató        | 2:13:44  | 8 d'octubre de 2023    | Chicago, Estats Units     | Rècord europeu  |
| Pista coberta | 800 metres    | 2:02.62  | 28 de febrer de 2016   | Apeldoorn, Països Baixos  | [ 32 ]          |
| Pista coberta | 1.500 metres  | 4:00.46  | 19 de febrer de 2015   | Estocolm, Suècia          | Rècord nacional |
| Pista coberta | Milla         | 4:19.89  | 11 de febrer de 2017   | Nova York, Estats Units   |                 |
| Pista coberta | 3.000 metres  | 8:30.76  | 18 de febrer de 2017   | Birmingham, Regne Unit    | Rècord nacional |